# Johann Weig

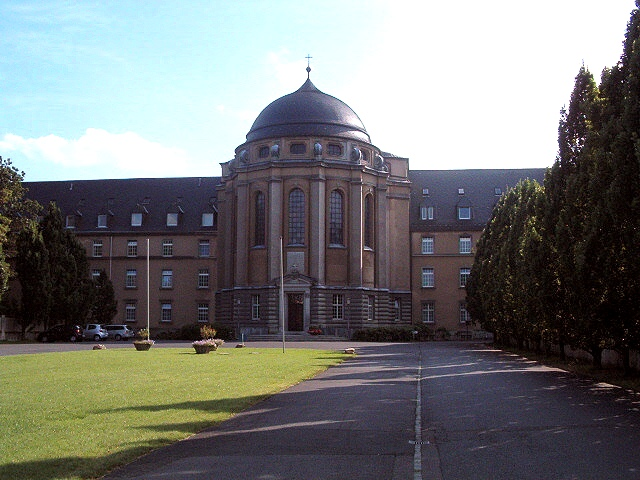
Missionshaus der Steyler Missionare in St. Augustin

Johann Weig (* 4. September 1867 in Pleystein; † 13. Juli 1948 in Tsingtao) war ein Steyler Missionar, Gründer der Mission in Japan und Verfasser zahlreicher Schriften, die sich sowohl auf die Missionstätigkeit wie auch auf allgemeine kulturgeschichtliche Themen bezogen. Seine Schriften erschienen in Deutsch, Englisch und Chinesisch.

## Herkunft und Ausbildung
Johann Weig war der Sohn des Maurers Josef Weig, seine Mutter Anna, geborene Anzer, war eine Schwester des Bischofs Anzer, der ebenfalls Mitglied der Steyler Missionare war. Nach dem Besuch der Volksschule in Pleystein wurde er 1878 in das Missionshaus Steyl aufgenommen, 1883 legte er die Reifeprüfung ab und studierte anschließend Philosophie. 1886 begann er mit dem Noviziat, 1888 wurde er zum Studium nach Rom geschickt, wo er am 21. März 1891 zum Dr. theol. promoviert wurde. Am 5. April 1891 wurde er im Missionshaus St. Gabriel bei Wien zum Priester geweiht und anschließend am 9. April 1891 feierte er die Primiz in Pleystein.

## Tätigkeit als Priester und Missionar
Im November 1891 reiste er zur chinesischen Missionsstation nach Puoli, dort studierte er zuerst Chinesisch. Danach wurde er Seminarleiter und war von 1895 bis 1900 Missionar in den Gebieten Tenghsien, Lincheng und Ihsien. Nach zwei Jahren Aufenthalt in den USA und Europa arbeitete er von 1903 bis 1907 als Seelsorger in Tsingtao. Am 8. September 1907 reiste er mit zwei weiteren Ordensangehörigen in das japanische Yokohama. Von zwei Stützpunkten in Akita und Niigata aus wurde mit der Gründung von Kollegs begonnen, in denen Deutsch, Englisch, Französisch, Latein und Griechisch gelehrt wurde (Weig selbst sprach neben Deutsch, Französisch, Englisch auch Japanisch und Chinesisch). 1908 erfolgten weitere Gründungen in den Provinzen Toyama, Ishikawa und Fukui. Unter seiner Leitung wurde eine Katechistenschule in Niigata eröffnet, in Kanazawa ein Studentenheim und in Akita eine Haushaltungsschule mit Pensionat (1980 wurden dort 2000 Schüler in einem Kindergarten, zwei Mittelschulen und einem Junior Kolleg unterrichtet).
Als am 15. Januar 1909 der Gründer der Steyler Mission, Arnold Janssen, verstarb, wurde Pater Weig am 13. November 1909 zum Generalrat und Generalsekretär der Steyler Missionare gewählt und 1910 zum Generalvisitator ernannt. In dieser Funktion besuchte er bis 1913 die Missionsstationen in Neuguinea, auf den Philippinen und in China. Nach einem zehnjährigen Aufenthalt in Europa ging er im Oktober 1922 wieder nach China zurück und übernahm dort die Stattpfarrei Tsingtao. Aus Krankheitsgründen musste er später diese Funktion zurücklegen und versah bis zu seinem Tode eine kleine Missionsstation in Tsingtao-Tungchen-Nord.

## Wissenschaftliches Werk
Ein Teil seiner Werke waren auf die Ordensgeschichte bezogen. Ein Deutsch-Chinesischer Sprachführer wurde mehrmals aufgelegt. Seine Tätigkeit findet Erwähnung in mehreren kulturgeschichtlichen Werken.

## Werke (Auswahl)
- Chronik der Steyler Mission in Tsingtao 1923–1947, Band I. Richard Hartwich (Hrsg.). Steyler Verlag, St. Augustin 1980, ISBN 978-3-87787-128-7.
- Die chinesischen Familiennamen nach dem Büchlein Bei dja sing nebst Anhang, enthaltend Angaben über berühmte Persönlichkeiten der chinesischen Geschichte. Missionsdruckerei, Tsingtau 1931.
- Der chinesische Festkalender. Missionsdruckerei, Tsingtau 1928.
- Deutsch-chinesischer Sprachführer mit Wörterbuch. Missionsdruckerei, Tsingtau 1928.
- Chinesisch Neujahr und seine Feier. Verlag Haupt, Tsingtau 1910.
- Einige Persönlichkeiten aus der ältesten Geschichte Chinas. Verlag Haupt, Tsingtau 1907.
- Wie die Chinesen sterben und begraben werden. Verlag Haupt, Tsingtau 1906.